# Лобківка (зупинний пункт)
Лобкі́вка — пасажирський залізничний зупинний пункт Конотопської дирекції Південно-Західної залізниці на лінії Ворожба — Конотоп.
Розташований у селі Лобківка Конотопської міської ради Сумської області між станціями Дубов'язівка (9 км) та Конотоп (5 км).
На платформі зупиняються приміські електропоїзди.